# Comuna Friedensfeld, Sărata
Friedensfeld (în ucraineană Мирнопілля, transliterat: Mîrnopillea) este o comună în raionul Sărata, regiunea Odesa, Ucraina, formată din satele Camenca, Friedensfeld (reședința), Ivănceni și Plahteevca Nouă.

## Demografie
Componența lingvistică a comunei Friedensfeld
     Ucraineană (76,66%)
     Română (15,13%)
     Rusă (5,33%)
     Bulgară (2,45%)
     Alte limbi (0,14%)
Conform recensământului din 2001, majoritatea populației comunei Friedensfeld era vorbitoare de ucraineană (76,66%), existând în minoritate și vorbitori de română (15,13%), rusă (5,33%) și bulgară (2,45%).